# Эссекс, Карин
Карин Эссекс (англ. Karen Essex) — американская писательница.

## Биография
Карин Эссекс родилась и выросла в Новом Орлеане (штат Луизиана, США). Ещё подростком, она была связана с театром и уделяла внимание дизайну костюмов и театральной истории в Тулейнском университете. Она также училась в  аспирантуре в университете Вандербильта. В 1999 году получила степень магистр искусств (M.F.A.) в писательстве в колледже Годдард в Вермонте. Карин объездила США, побывала за границей, работала на различных постах в киноиндустрии. Обосновалась в Лос-Анджелесе.

## Творчество
Известность писательнице принесли исторические романы «Клеопатра» и «Фараон». Эти книги после успеха продаж предполагается экранизировать, и сценарии по ним писала также Карин Эссекс.

## Опубликованные работы
- Bettie Page: Life of a Pin-Up Legend, co-written with James L. Swanson (1996)
- Клеопатра (2001)
- Фараон (2002)
- Лебеди Леонардо (2006)
- Похищение Афины (2008)
- Dracula in Love: A Novel (2010)